# José Isidro Chacón
José Isidro Chacón Díaz, nacido el 27 de enero de 1977, en la ciudad de Guasdualito, es un ciclista venezolano. 

## Biografía
José Chacón ha ganado el Campeonato de Venezuela de Ciclismo en Ruta en 2004 y el Campeonato de Venezuela Contrarreloj en 2000, 2003 y 2004. También ha sido campeón de la Vuelta a Venezuela en 2001, 2003 y 2005. Ha ganado ocho etapas de la Vuelta al Táchira, terminando siete veces entre los diez primeros aunque sin haberla ganado nunca. 

## Palmarés
| 2000 - Campeonato de Venezuela Contrarreloj - 1 etapa de la Vuelta al Táchira - 2.º en el Campeonato de Venezuela en Ruta 2001 - 1 etapa de la Vuelta al Táchira - Vuelta a Venezuela, más 2 etapas 2002 - 2 etapas de la Vuelta al Táchira - 1 etapa de la Vuelta a Venezuela - 2.º en el Campeonato de Venezuela de Contrarreloj 2003 - Campeonato de Venezuela Contrarreloj - Vuelta a Venezuela, más 2 etapas 2004 - Campeonato de Venezuela de Ciclismo en Ruta - Campeonato de Venezuela Contrarreloj - 1º en el Campeonato Panamericano de Ciclismo en Contrarreloj - 1 etapa de la Vuelta al Táchira - 1 etapa de la Vuelta a Venezuela 2005 - Vuelta a Venezuela - 1 etapa de la Vuelta al Estado Portuguesa - 1 etapa de la Vuelta al Táchira | 2006 - 1 etapa del Clásico Aniversario Federación Ciclista de Venezuela 2007 - 1 etapa de la Vuelta a Venezuela 2008 - 1 etapa de la Vuelta al Táchira 2009 - 1 etapa de la Vuelta Ciclista Aragua 2010 - 1 etapa de la Vuelta a Venezuela - 1 etapa del Tour de Guadalupe - 2.º en el Campeonato de Venezuela de Contrarreloj 2011 - Campeonato de Venezuela Contrarreloj - 1 etapa de la Vuelta al Táchira - 1 etapa de la Vuelta a Venezuela 2012 - 2.º en el Campeonato de Venezuela de Contrarreloj |